# Пьер-Луи, Мишель
Мишель Дювивье Пьер-Луи (фр. Michèle Duvivier Pierre-Louis; род. 5 октября 1947) — премьер-министр Гаити с 5 сентября 2008 по 11 ноября 2009 года, вторая женщина на этом посту.

## Биография
В 2008 году её кандидатура была внесена президентом Рене Превалем после того, как двухпалатный парламент Гаити отправил в отставку премьер-министра страны Жака-Эдуара Алексиса и отклонил две предыдущие номинации президента Рене Преваля.
Работа Пьер-Луи была осложнена ураганами, вызвавщими большие человеческие жертвы. В 2009 году её обвинили в растрате сумм, выделенных на борьбу с их последствиями. Сама Пьер-Луи отвергла все обвинения, но была отправлена в отставку.